# Пам'ятник воїнам люнету Бєлкіна
Пам'ятник воїнам люнету Бєлкіна — пам'ятник у Севастополі встановлений на честь воїнів люнету Бєлкіна в честь святкування 50-річчя першої оборони Севастополя. Знаходиться на місці люнету на кладовищі Комунарів. Автор проекту — інженер-полковник О. І. Енберг.
Проект Енберга був затверджений 11 вересня 1905 року Великим князем Олександром Михайловичем, який головував у той час в Комітеті з відновлення пам'ятників Севастопольської оборони.
Пам'ятник представлений масивним гранітним пірамідним обеліском. На фасаді є рельєфне зображення артилерійського ядра і текст «Люнет Бєлкіна 1854–1855». Тильна сторона містить назву частин, які захищали люнет.
У 1935 році, коли споруджувався пам'ятник П. П. Шмідту, монумент був перенесений ближче до головного входу кладовища.